# Vor Konge
|  | Denne artikel er oprettet af botten Steenthbot ud fra en ekstern database. Den kan derfor have sproglige fejl eller mangler. Denne skabelon kan fjernes efter kontrol af indholdet. |

Vor Konge er en dansk dokumentarfilm fra 1943.

## Handling
Filmen er et sammenklip i anledning af Kong Christian X's 73 års fødselsdag. Kong Christian X med børn og børnebørn i haven ved Sorgenfri slot: Dronning Alexandrine, Kronprins Frederik, Prinsesse Caroline Mathilde, Prinsesse Elisabeth, Prinsesse Margrethe, Prins Ingolf (optaget 1940 og 1941). Kong Christian X rider gennem København (optagelser fra tidligere fødselsdage og hverdagsliv).

## Medvirkende
- Kong Christian X